# EXILE NESMITHのオールナイトニッポン
『EXILE NESMITHのオールナイトニッポン』（エグザイル ネスミスのオールナイトニッポン）は、ニッポン放送の深夜番組「オールナイトニッポン」で、EXILEのメンバーNESMITHがパーソナリティを担当するラジオ番組である。

## 概要
- この概要は2011年12月13日に明らかにされたもの[1]。
- 当時のニッポン放送制作部の番組プロデューサーの節丸雅矛は「日本を代表する14人組のダンス&ヴォーカルユニット・EXILEの中で、2009年に新生EXILEのメンバーとして加入したヴォーカル&パフォーマーのNESMITHは、かつてCHEMISTRYを輩出したテレビ番組のオーディションや、その後のユニットデビュー、ソロデビューを通して一般の知名度も抜群であると同時に、果敢に夢に挑戦し続けるその姿勢は、広く共感を呼び起こしています。そんなNESMITHが『オールナイトニッポン』のパーソナリティとして、未来あるティーンズに強い共感を呼び起こすことを確信しています。」と起用理由を述べている[1]。
- パーソナリティを務めるEXILEのNESMITHは「みなさん、初めまして。今回オールナイトニッポン水曜日を担当させて頂く事になりました、EXILE・ヴォーカル&パフォーマーのNESMITHです。僕自身も『オールナイトニッポン』はもちろん、学生時代にラジオを聴きながら受験勉強をしたり、悩んだりなんかした時にラジオから聞こえてくる音楽・パーソナリティーさんの声に元気をもらい笑顔になれる事がたくさんありました。以前からいつかラジオをやらせて頂きたいと思っていました。今回のお話を頂いた時は、“まさか!?”とまず驚き、信じられなくてビックリしましたが、本当に素直に嬉しかったです。歴史もあり僕自身も聞かせて頂いて憧れていた番組でもあったので、今までのオールナイトニッポン色を感じながら、EXILEのエンターテイメントとの融合をリスナーの方と楽しみながら番組を作っていきたいと思っています。これからよろしくお願いします。」と抱負を述べている[1]。
- OPでリスナーとの電話をしながら、リスナーがタイトルコールを行う（「くりぃむしちゅーのオールナイトニッポン」と同様）。また、稀にゲストがタイトルコールを行うこともある。
- 2012年4月18日より大岩Larry正志デザインのステッカーをノベルティとして採用。
- 2013年3月27日放送をもって、番組を終了した。

## コーナー
- 電話オープニング
  - 前述どおりのオープニングコーナー。EXILEのメンバーの中で誰が好きかと尋ねても、何故かほとんどの人がNESMITHとは答えない。また、最終的にはタイトルコールを言われる。
  - ちなみに、事務所関係者やくり万太郎（ニッポン放送アナウンサー）らもゲスト出演していた。
- ステッカーの熊
  - リスナーが番組ノベルティのステッカーを希望枚数分獲得するべく、電話でパフォーマンスをする。
- インストで歌ってみた
  - インストゥルメンタルの曲に付ける歌詞を募集する。
- ポイポイポーイ
  - 「○○っぽい」と、あるテーマに沿った言葉を募集する。
- 5秒人生相談
  - リスナーの悩みを那須恵理子が読み、NESMITHがいずれも「頑張ってください。」と回答する。

## ゲスト
| ゲスト         | ゲスト | ゲスト | ゲスト |
| 日時           | 回数   | ゲスト | 備考 |
| -------------- | ------ | --- | --- |
| 2012年1月4日   | 第1回  | NAOKI・TAKAHIRO(EXILE)                                                                                      | いずれも電話出演 |
| 2012年1月18日  | 第3回  | NAOKI(EXILE)                                                                                                | オープニングに電話出演 |
| 2012年2月1日   | 第5回  | くり万太郎                                                                                                  | ディレクターが録音したものをいくつかに分けて流す形でオープニングに電話出演。その後コメントが流れた |
| 2012年2月8日   | 第6回  | USA(EXILE)                                                                                                  | |
| 2012年2月15日  | 第7回  | TAKA(DEEP)                                                                                                  | オープニングに電話出演 |
| 2012年2月22日  | 第8回  | KENCHI・SHOKICHI(EXILE)                                                                                     | 「JBA～自慢バトルオーディション～」に出演 |
| 2012年2月29日  | 第9回  | 藤井萩花・佐藤晴美・鷲尾伶菜(Flower)                                                                        | ゲストが18歳未満のため事前収録 |
| 2012年3月7日   | 第10回 | 今市隆二・登坂広臣(三代目J Soul Brothers)                                                                   | 「GBA～Go my wayバトルオーディション～」に出演 |
| 2012年3月14日  | 第11回 | NAOTO・今市隆二・登坂広臣(三代目J Soul Brothers)                                                            | 前番組「ミュ〜コミ+プラス」にゲストパーソナリティとして出演した流れでオープニングに電話出演。その後スタジオにも出演 |
| 2012年3月21日  | 第12回 | TETSUYA・KEIJI(EXILE)                                                                                       | 「テレホンルーレット」に出演 |
| 2012年4月11日  | 第13回 | 大岩Larry正志 Aya・Ami・佐藤 晴美・KAEDE(E-girls)                                                           | E-girlsの4人はNESMITHに対してのメッセージのみ |
| 2012年4月18日  | 第14回 | NAOKI・TAKAHIRO(EXILE)                                                                                      | 「EXILE大喜利TRIBE」に出演 |
| 2012年4月25日  | 第15回 | 平沼紀久 | |
| 2012年5月3日   | 第16回 | 今市隆二・登坂広臣(三代目J Soul Brothers) 博多華丸(博多華丸・大吉)                                          | どちらも「OJA～お国自慢オーディション～」に出演。 ただしNESMITHが仕事上の都合で遅刻したため、今市と登坂が彼の到着まで番組を仕切ることになった。 博多華丸は2時台から出演。なお今市と登坂は当初華丸が来ることを知らされていなかった。                     |
| 2012年6月27日  | 第25回 | IKE・KENTA・ENZEL☆(SPYAIR)                                                                                  | 後番組「オールナイトニッポン0(ZERO)」の水曜パーソナリティ |
| 2012年7月11日  | 第27回 | 紗羅マリー                                                                                                  | |
| 2012年7月18日  | 第28回 | 登坂広臣・山下健二郎(三代目J Soul Brothers) Shizuka(Dream) 鷲尾伶菜(Flower) 片寄涼太・数原龍友(GENERATIONS) | 「TRIBEお疲れさま会」に出演(事前収録) |
| 2012年8月1日   | 第30回 | NAOKI(EXILE) ナインティナイン 鬼龍院翔(ゴールデンボンバー)                                                  | NAOKIはオープニングに電話出演後、スタジオに出演。 ナインティナインと鬼龍院翔はNESMITHに対してのメッセージのみ |
| 2012年8月8日   | 第31回 | ELLY・岩田剛典(三代目J Soul Brothers) HIRO・NAOTO・KEIJI・NAOKI(EXILE)                                      | 「夏のふつおた祭り!/二代目 J Soul Brothers 電話オーディション!」に出演。 HIRO・NAOTO・KEIJI・NAOKIの4人は「二代目 J Soul Brothers 電話オーディション!」に電話出演。                                                                                     |
| 2012年8月15日  | 第32回 | YUICHIRO・RYO(DEEP)                                                                                         | 電話出演 |
| 2012年8月22日  | 第33回 | ACE OF SPADES                                                                                               | |
| 2012年9月12日  | 第35回 | ENZEL☆(SPYAIR) パベル(NOTTVスタッフ)                                                                        | メールからの話の流れで、NESMITHの呼びかけに応じて飛び入り出演。 |
| 2012年9月19日  | 第36回 | 星出彰彦(JAXA宇宙飛行士) 山中浩二(JAXAフライトディレクター) TETSUYA(EXILE)                                  | 25時台は「オールナイトニッポン45周年記念 宇宙飛行士・星出彰彦とEXILE NESMITHのオールナイトニッポン」として放送。 ニッポン放送地下のイマジンスタジオから番組初の公開生放送を行い、吉田尚記(ニッポン放送アナウンサー)が場内の実況担当として部分出演した。 |
| 2012年9月26日  | 第36回 | KENCHI(EXILE)                                                                                               | 電話出演 |
| 2012年10月3日  | 第37回 | Ami・鷲尾伶菜・中島美央(E-girls)                                                                            | |
| 2012年10月17日 | 第39回 | miwa ASKA(CHAGE and ASKA) NAOKI(EXILE) 鬼龍院翔(ゴールデンボンバー)                                         | miwaはオープニングにコメントのみの出演。 ASKAは「ステッカーの熊スペシャル ラストステッカーバトル」の開会宣言を担当。 NAOKIと鬼龍院翔は「ステッカーの熊スペシャル ラストステッカーバトル」に電話出演。                                                   |

## 特別番組による休止
- 2012年7月25日 - ロンドンオリンピック 女子サッカー 日本対カナダ戦（一部地域のみ通常放送）
- 2012年8月1日 - ロンドンオリンピック 男子サッカー 日本対ホンジュラス戦（同上）

## ピンチヒッター
- 2012年3月28日 - ポルノグラフィティ
- 2012年8月29日 - バカリズム
- 2013年2月6日 - SHOKICHI
- 2013年2月13日 - 三代目 J Soul Brothers

## 宇宙飛行士 星出彰彦とEXILE NESMITHのオールナイトニッポン
『宇宙飛行士 星出彰彦とEXILE NESMITHのオールナイトニッポン』（うちゅうひこうし ほしであきひことエグザイル ネスミスのオールナイトニッポン）とは、ニッポン放送で2012年9月19日深夜1時から3時まで、全国36局ネットで放送した、特別番組。

### 概要
これは、2012年に放送開始45周年を迎えるオールナイトニッポンの特別企画として行われたもので、宇宙飛行士の星出彰彦は2012年7月15日（日本時間）にカザフスタンのバイコヌール宇宙基地から宇宙船・ソユーズで宇宙に飛び立ち、国際宇宙ステーションでは、4ヶ月間にわたってフライトエンジニアとして活躍し、日本の実験棟「きぼう」での実験運用や国際宇宙ステーションの運用と維持管理の任務を行っている。
今回の企画ではニッポン放送からJAXAにオファーを行い、そのJAXAがNASAに対して調整の結果、実現した。
これにより、日本人宇宙飛行士としては、初めてのラジオ番組の生出演と共に、ラジオパーソナリティを務めるのも初めて、さらに、宇宙からのオールナイトニッポンとしても初めてとなった。
なお、当初は9月26日に行われることになっていたが、都合により、9月19日に変更になった。

### 番組内容
今回の放送ではニッポン放送・イマジンスタジオにてメールで応募した全国のリスナーの中から抽選で50組100人を招待しての公開生放送の形で行われ、放送当日には、JAXAのフライトディレクターで星出と同期の山中浩二も登場し、解説を行った。
また、急遽、EXILEのメンバーの中でも宇宙好きというTETSUYAも出演した。
そして、番組が始まってから、およそ20分が経ち、宇宙からの中継の準備が整って、ついに、宇宙飛行士の星出彰彦が登場し、「宇宙飛行士・星出彰彦のオールナイトニッポン!」とタイトルコールを行い、リスナーからは歓声と拍手の渦が起こった。
そして、星出が、「国際宇宙ステーションでは、無重力を使った医学的な実験や地球の観測を主にしている。国際宇宙ステーションは3人で実験や点検などの活動を星出さんがしている」と説明。
また、リスナーからの質問コーナーでは、宇宙食について、星出が「アメリカ・ロシアでは300食以上、日本では30食弱認定されたものがあります。シュリンプカクテルは、プリプリ感があり人気です。日本人はご飯ですね。お湯を入れて時間を置き食べるタイプで、非常に美味しいです。オレンジジュースは、袋に中は粉末になっていて、水を入れてストローで飲みます。熱いコーヒーや紅茶もストローで飲みます」と答えた。
そして、「船外活動は2回、のべ15時間近くに及びましたが、終わってみての感想を教えてください!」という質問では、「宇宙服のすぐ外が真空の世界だということでしたが、落ち着いて作業することができました」と語った。
星出は、宇宙ステーションの外に出て、故障していた電源装置を交換するなどの任務にあたっていた。1度目の挑戦では、ボルトが固くて回らず、新品の取り付けに失敗したが、2回目の挑戦で任務達成。2回の作業で、合計14時間45分も掛かった。
さらに、宇宙で一番感動したことについて、星出は「4年前（2008年）にスペースシャトルのエンジンが停止した時に、初めて無重力を体験した時、宇宙ステーションに近づいた時に、真っ暗な宇宙空間の中に、ぽっかりと人間が作った巨大なものが浮かんでいるのを見た時に鳥肌がたちましたね。一番感動したことは、宇宙ステーションから地球を見ている時、いろんな表情を見せてくれる美しさに、常に感動しています」と、熱く語った。
そして、宇宙飛行士になるための訓練で辛かったことについては「ロシア語の勉強や、宇宙服を着てプールの中を潜ることは大変でしたが、新しいことを学ぶことは楽しいし、辛いと思ったことはないです」と語った。
最後には、宇宙に因んで特別に「宇Choo 宇Choo Train」を、会場にいる100人のリスナーと宇宙ステーションの星出も加わり、全員でパフォーマンスを行い、そして、「宇宙飛行士・星出彰彦のオールナイトニッポン、お相手はJAXA宇宙飛行士、星出彰彦でした!」と、画面の外へと飛んでいき、宇宙との交信に終わりを告げた。その後は、会場全員で「銀河鉄道999」を歌い、大いに盛り上がった。
JAXAフライトディレクターの山中浩二は、星出さんについて「（星出さんと）10年近く一緒に働いていますけれど、見ていただいたように誠実で、非常に真面目で、宇宙に対して常に真っ直ぐで宇宙大好きで熱いのです。宇宙に夢を持ち続けて、非常に熱い男ですね」と、話し、さらに、「夢を持ち続けるということは、非常に大事なことだと思います。みなさん、もしも今、宇宙に憧れているとか、夢を持っていらっしゃってるのでしたら、その夢を持ち続けていただいて、いろんな形で実現されると思いますので、是非是非夢は持ち続けて、みなさん、一緒に宇宙に行ける日が来るといいなと思います!」と、宇宙と夢についてコメントした。
こうして、水曜パーソナリティのEXILEのNESMITHと星出との20分間のジョイントが行われた。もちろん、星出とEXILEとのコラボレーションも初めてである。また、この放送ではメールテーマを、「銀河川柳575」に設定し、リスナーには5・7・5の中に宇宙に関する言葉が入った川柳を考えてもらった。

### 受賞歴
この「宇宙飛行士 星出彰彦とEXILE NESMITHのオールナイトニッポン」が2012年11月21日に、第50回ギャラクシー賞・ラジオ部門で上期入賞候補作品に選出。